# Завхан (река)
Завхан (Pавхан Гол) (на монголски: Pавхан гол) е река в Западна Монголия, вливаща се в езерото Айраг нуур, с дължина 808 km и площ на водосборния басейн 71 210 km². Река Завхан се образува на 2132 m н.в. от сливането на двете съставящи я реки Шар Усни Гол (лява съставяща) и Буянт Гол (дясна съставяща), извиращи от южния склон на планината Хангай. В горното си течение тече в южна посока в дълбока и тясна долина, в средното – на северозапад в широка междупланинска долина (пустинята Монгол Елс), в която се разделя на ръкави, а в долното – на северозапад и север през Котловината на Големите езера. Влива се от югозапад в пресноводното езеро Айраг нуур на 1030 m н.в., което чрез къс (2 km) проток се оттича в соленото езеро Хяргас нуур. Основни притоци: леви – Шар Усни Гол, къс безимен приток изтичащ от езерото Хар нуур; десни – Буянт Гол, Шургийн Гол (най-голям приток). Има ниско пролетно пълноводие, обусловено от топенето на снеговете и редки летни прииждания в резултат от поройни дъждове във водосборният ѝ басейн. Средншят годишен отток при изхода ѝ от планините е 60 m³/s. Протича през почти безлюдни райони, като малка част от водите ѝ се използват за напояване в средното ѝ течение, където са разположени няколко малки селища – Тайшир, Бурен, Цогт Жаргалант и Дурвалжин. В района на град Тайшир е изграден голям язовир.